# 近江日野商人

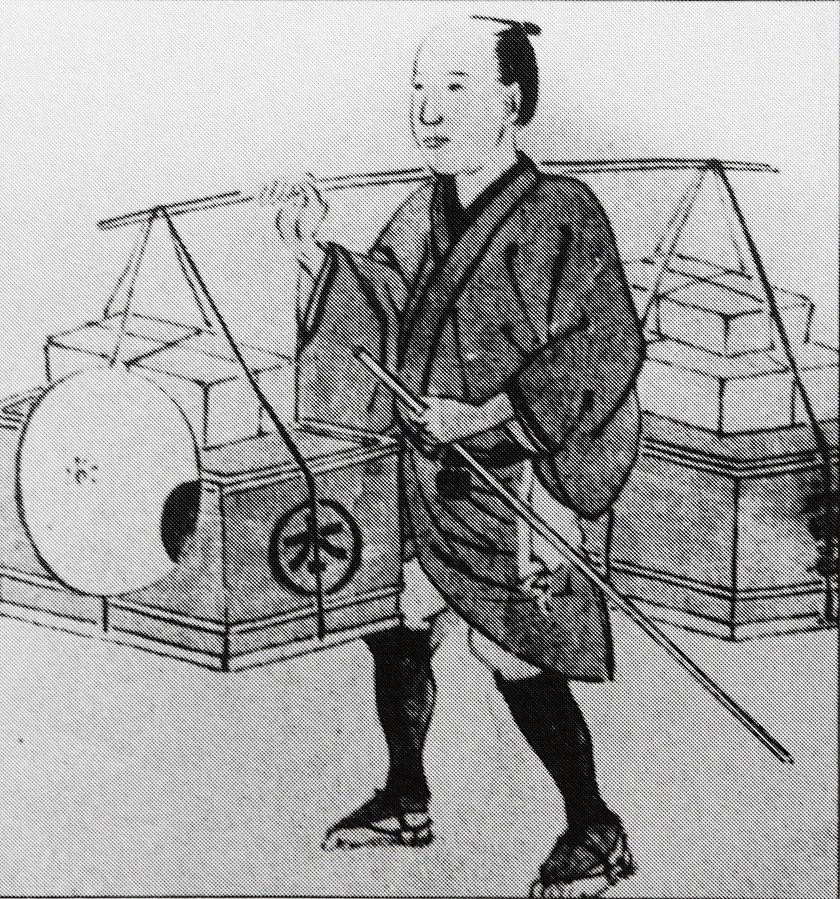
近江商人（初代細田善兵衛）の絵

近江日野商人（おうみひのしょうにん）は、江戸時代から明治時代にかけて滋賀県蒲生郡日野に本宅を残し、全国で活動した商人。近江商人に含まれる。
中近世に蒲生氏の城下町として商工業で栄えた日野にて、蒲生氏の移封による地域の衰退傾向から特産品の日野椀や医薬品の行商に活路を見出したのが始まりとされる。蒲生氏の移封に伴い全国に縁故を広げ、北関東においては醸造業を営む者や、伊勢松阪においては伊勢商人となった者もいた。
全国に数多くの支店を設ける特徴的な商法から、「日野の千両店」と呼ばれた。

## 特徴

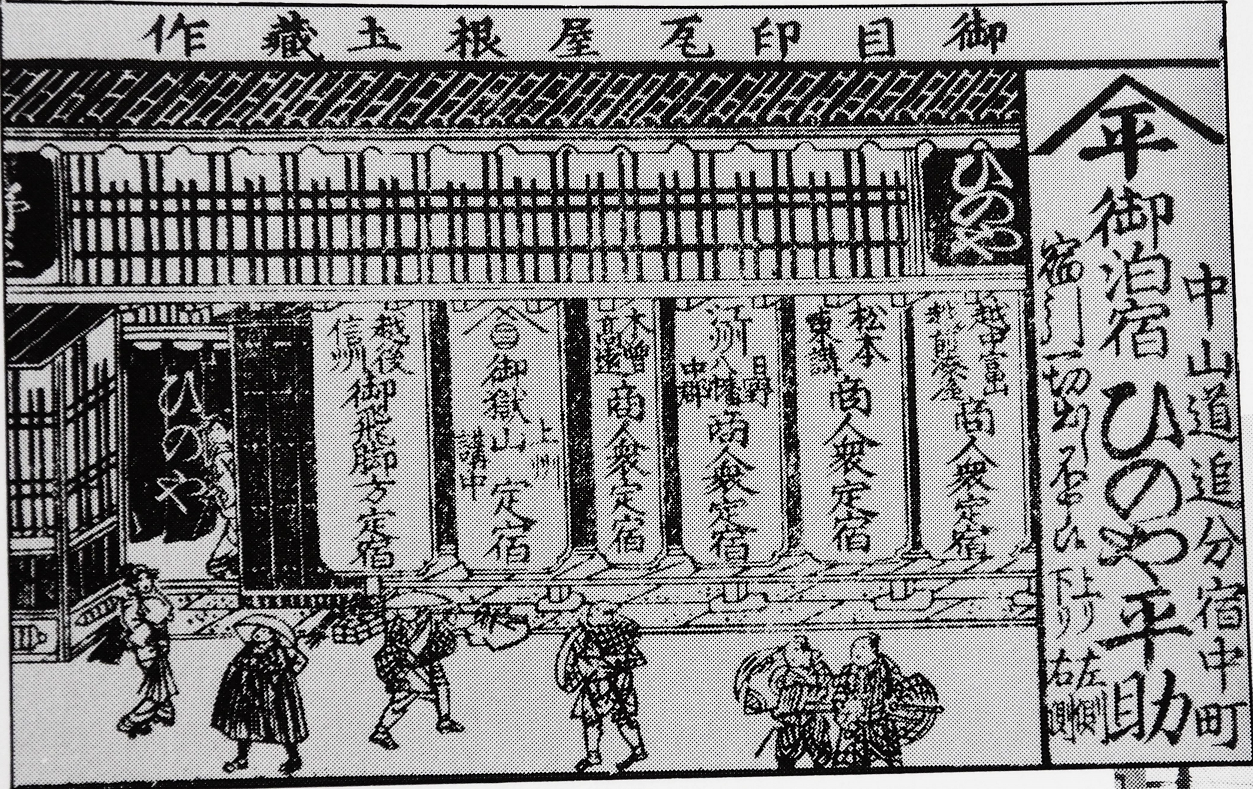
中山道追分宿にあった日野商人の定宿

日野町では江戸時代中期に塗椀（漆器）や売薬製造などの地場産業が発展し、これを行商する商人が誕生した。
大きな特徴としては、持ち下り商品が日野椀や日野合薬だったこと、「日野大当番仲間」という商人組合を組織していたこと、多店舗展開や共同経営が盛んだったこと、椀・薬・酒などの製造部門を有していたことなどが上げられる。大都市に大店を持たず、地方に数多くの支店を展開して各地の産物を商いする「産物廻し」の商法で、「日野の千両店」と称された商法は、近江の中でも日野商人の特徴とされる。
在所登り制度など、八幡商人や五個荘商人などと似通った特徴も有していた。

### 「日野大当番仲間」
遅くとも元禄3年（1690年）には、地縁に基づく商人組合「日野大当番仲間」（おおとうばんなかま）が組織された。掛銭と呼ばれる会費を支払えばだれでも加入でき、加入者は日野を中心として、他の蒲生郡、甲賀郡、京都まで広がっていた。江戸時代には利益の独占を目的とする同業者組合が多かったが、業種を問わずに組織された商人組合は全国的に見て珍しいとされる。また、日野商人は複数の商人が資本金を出し合って共同で経営する「乗合商い」を好んだ。
同郷の商人というこの仲間意識は、商売の上では競合するライバルであったが、危難の際には頼れる互助組織でもあった。最大の利点は、当番仲間に属していることで、行く先々の定宿に便宜を図ってもらえたことにある。初期の日野商人は街道を遠路歩いて行商したため、嵩張らず軽量の商品である漆器や売薬を扱ったが、その持ち運ぶ量も小売店に見本として提示する程度に少なく身軽で、もっぱら定宿を通じて販路を拡大した。当番仲間で繋がった定宿は周辺地域の情勢をはかり、各地の情報を交換する拠点でもあった。

## 歴史

### 背景・発祥

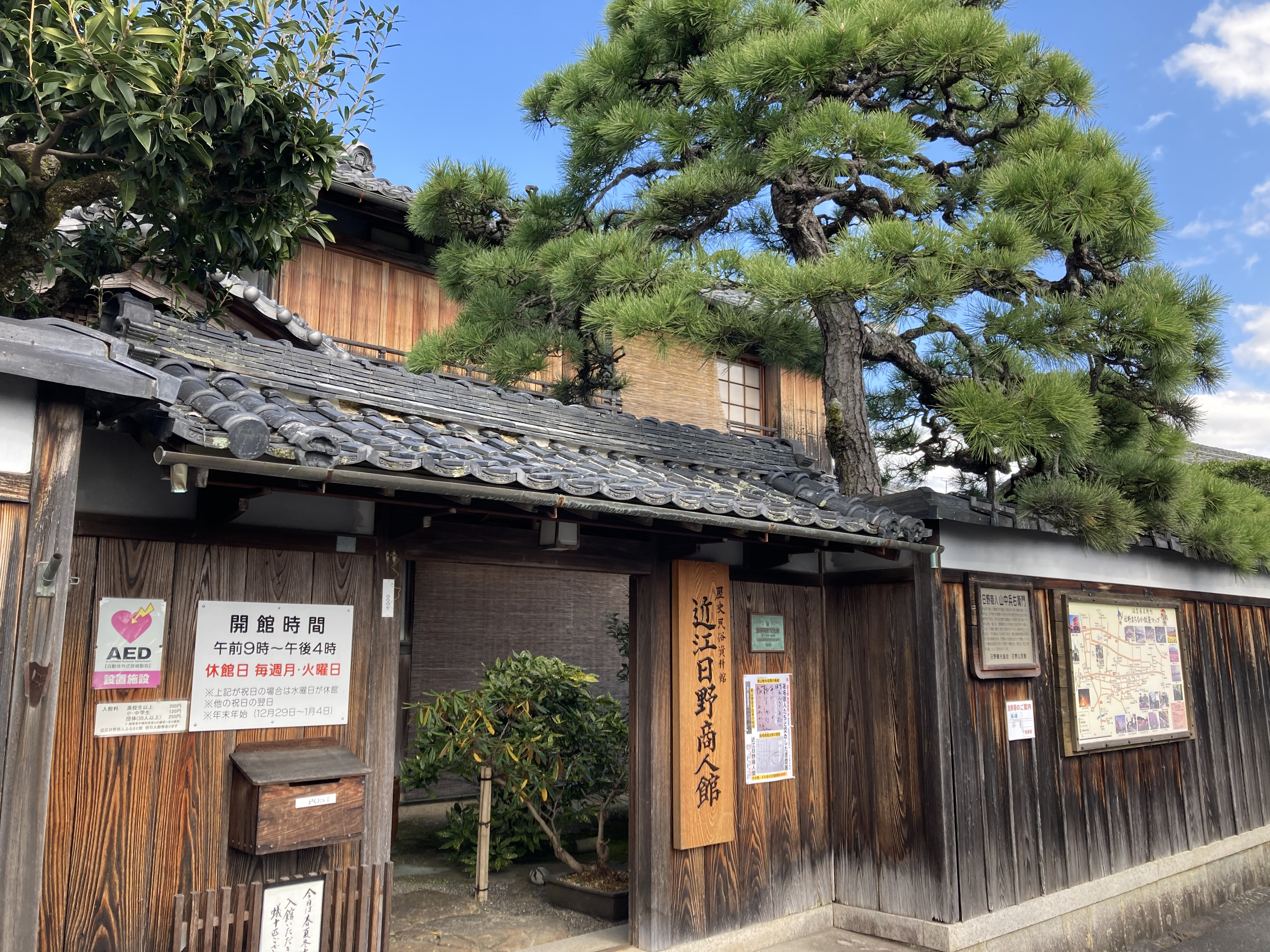
近江日野商人館

滋賀県蒲生郡日野町では、およそ400年前の江戸時代初期から多くの近江商人が登場し、諸国商いを展開している。日野商人は行商行動を行い、東は奥羽（現在の東北地方）、西は山陽地方や九州にまで足跡を残している。
室町時代末期の日野は戦国武将であった蒲生氏郷の城下町で、蒲生氏郷は、刀鍛冶、鉄砲鍛冶、具足職人、漆塗り職人、鋳造など多くの産業を発展させた戦国大名有数の経済政策家であった。近江日野商人の発祥は諸説あるが、その一つが、領主蒲生氏郷（定秀の孫）が城下町である日野で楽市・楽座をして商工業を発展させ、その後、豊臣秀吉に命ぜられた氏郷の国替えに伴い、伊勢国の松ヶ島（現在の三重県松阪市）へ、続いて陸奥国の会津黒川（現在の福島県会津若松市）へと商人の一部が移住したことにより行商を開始したとする説である。商人や職人が氏郷の国替えに従って各地に移住してしまい、寂れる一方となった日野が、起死回生のために行商を始めたとする説である。他説には、江戸時代初期に登場した八幡商人（近江八幡市）に「やや遅れて」日野商人が登場し、日野の薬産業が盛んになっていく江戸時代中期頃から、本格的な商い活動を開始したとする製薬起源の説がある。「やや遅れて」とは、八幡商人発祥からおよそ100年後の享保年間に一斉に発足し、その後にも追随する者もいたとする他説がある。

### 日野椀

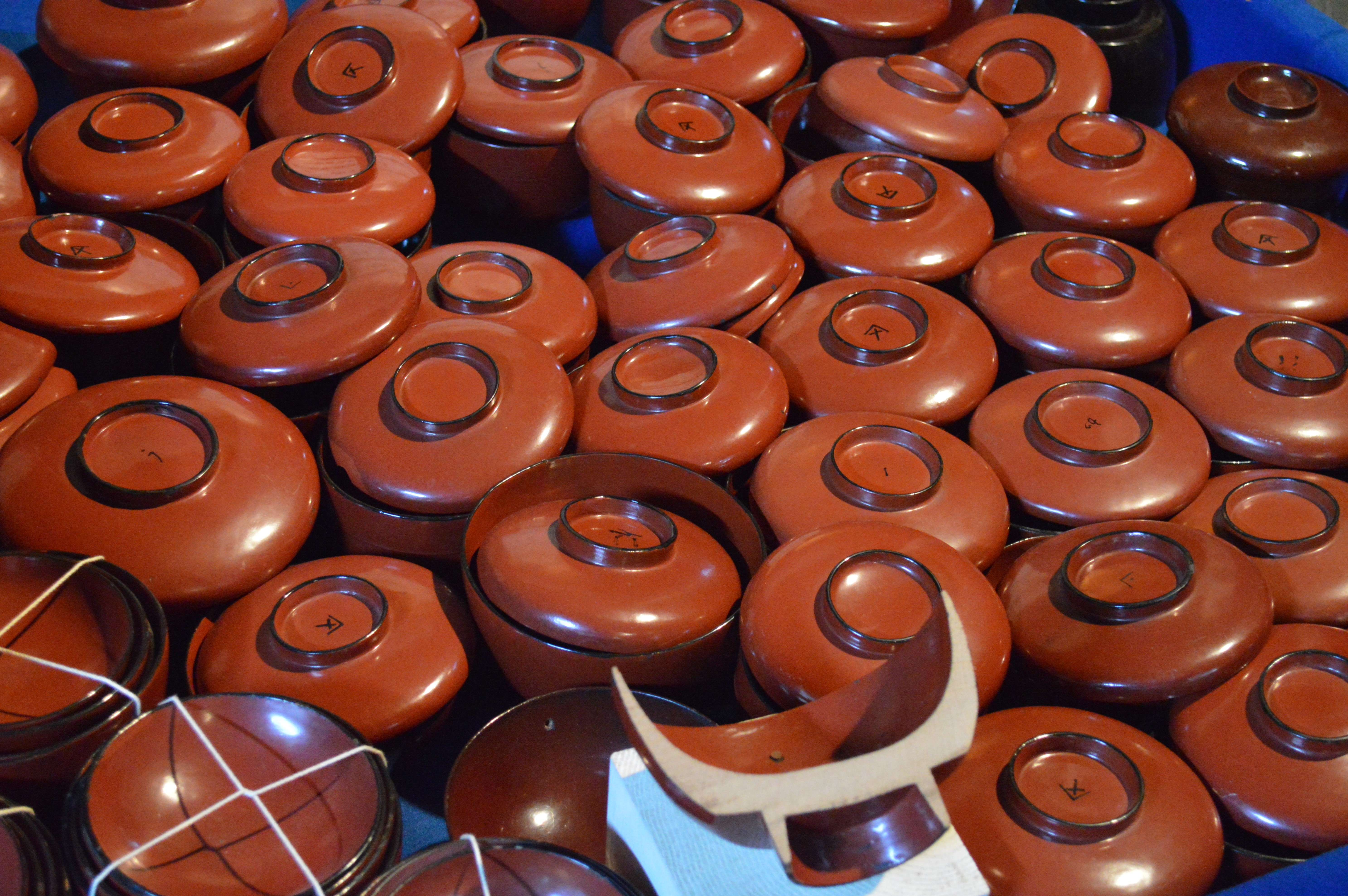
日野椀

日野では、すでに室町時代初期から椀類の生産が行われていたが、椀生産が産業化したのは江戸時代前期であり、主力製品は飾り気のない素朴な無地の揃椀であった。これが日野椀と呼ばれるようになったのは江戸時代中期である。
日野椀は近江日野商人が初期に取り扱っていた主力製品であり、元和年間（1615年～1624年）頃に、日野商人が日野椀を他国へ持ち下るようになった。日野商人が行商で取り扱った日野椀は安価で使い勝手のよい一般大衆向きの漆器椀であったため大変売れ行きがよく、日野商人の主力製品となるとともに、慶安3年（1650年）頃には日野の特産品として広く知られていく。当初、日野椀の原料となる木地は近隣の山々で生産されていたが、それらが次第に不足するようになったため、日野商人は椀の販売だけでなく他国からの木地の仕入れにも携わるようになった。
しかし、元禄年間（1688年～1704年）に入る頃には、他国産の椀との市場競争に後れ、どんどん売れ行きが伸びなくなっていき、また日野合薬が日野商人の新たな主力製品となっていったことで、日野椀産業は次第に衰退していった。

### 日野合薬
元禄14年（1701年）には初代正野玄三が合薬の製造販売を始め、正徳4年（1714年）には「萬病感應丸」を生み出した。享保17年（1732年）の享保の大飢饉後には、正野合薬を独占販売していた中井家（中井市左衛門）が倒産する出来事もあったが、その後は多数の近江日野商人が合薬の行商人に転向した。合薬は日野椀と比べて嵩張らず、比較的高価な商品だったため、近江日野商人の代表的な持ち下り商品となっていった。
元文年間から寛保年間（1736年～1743年）頃の日野では製薬業者が増加し、天保3年（1743年）4月に書かれた合薬仲間の掟書には102人もの売薬業者の名が記されているほか、売薬の箱を製造する職人だけで28人を数えた。合薬の販売網は蝦夷地（現在の北海道）から薩摩国（現在の鹿児島県）まで広範囲に及んでいる。18世紀初期から中期には合薬の製造と販売が大きな利益を生み出し、馬見岡綿向神社の日野祭に曳山が登場するようになった。

### 日野の千両店
日野椀や日野合薬の行商によって商圏を確立させた近江日野商人は、日野に本宅を持ちつつも他地域に定着し、東北・関東・東海などで出店の経営に乗り出すようになった。酒・醤油・味噌などの醸造業を主とし、質屋などの金融業を兼業する場合もあった。同じ近江商人でも八幡商人は大都市に大規模な店を構えたが、日野商人は地方都市や農村部に店舗を構えることが多かった。日野の本宅を拠点にまずは行商から始め、商機を見れば出店を出し、その出店が軌道に乗ればそこを拠点に枝店を出す、といったように、あくまで本拠地を日野の本宅に残したまま、親類縁者が分家や別家として各商家を経営した。一家のみならず、複数の商家が資金を共同出資して出店を持つこともあり、商家同士の関係は世代交代しても受け継がれ商家同族団を形成することもあった。こうした商法、約1,000両の資金を蓄えると次々と小型店舗を開店させたことから、「八幡大店（おおだな）、日野千両店（せんりょうだな）」と謳われた。

### 移住した近江日野商人
日野は鉄砲の産地であったことで、関ヶ原の戦いでは日野鉄砲300挺を徳川方に献納して感謝され、徳川幕府から諸役免除の朱印状を与えられていた。幕府の手厚い保護があったことも、日野商人の関東進出の大きな後押しになったとみられる。蒲生氏郷の会津への国替えに従って北関東に移住した日野商人のなかには、その地で味噌や醤油、酒などの醸造業を始めた者が多いことで知られる。一方、氏郷が伊勢に国替えになった折に付き従った者たちのなかには、そのまま伊勢商人として活躍したものもいる。そのため伊勢商人にも近江日野商人と同じく、男衆の単身赴任者によって出店形態を維持したという、共通の特徴があった。

### 北関東酒造業への参入

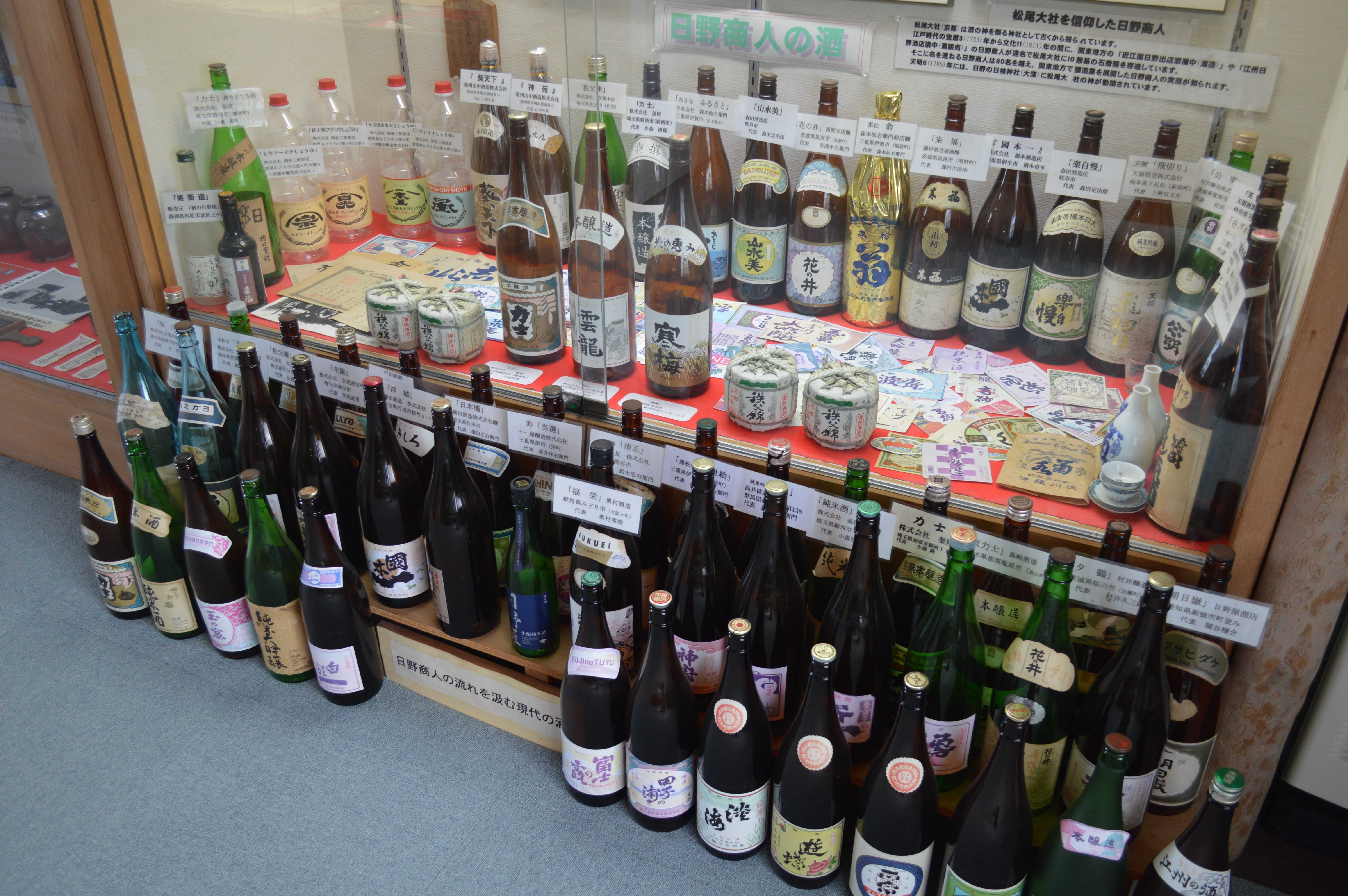
日野商人が創業した数々の酒蔵

文禄4年（1595年）、蒲生氏郷が40歳で没すると、その子である蒲生秀行は慶長3年（1598年）に会津から北関東の宇都宮に国替えとなった。このとき日野商人たちは、行商で得た独自の情報収集と情勢判断から、政情不穏な関西を避けて関東へ、かつての城主である蒲生家を頼って宇都宮に出店を求め、蒲生家は彼らを御用商人として取り立てた。その移住先として宇都宮には「日野町」の地名が残る。（住所表記上の町名は「二荒町」に変わったが、通り名・自治会名などに残る。）
日野商人の醸造業への参入は、享保から寛政年間（1716年～1800年）頃になる。当時の経済の中心は米であり、米を大量に消費する酒造業による税収（運上銀）は藩の重要な財源だった。北関東には良質な水系がありこれが酒造に適していたが、当時の関東地域の酒造業は上方に押され、不況と凶作のあおりも受け、狭い商圏でまわっていた北関東の地酒蔵は販路にも課題ありと、厳しい状況にあった。酒造は生産技術は杜氏が担い、仕入れと販売は商人が担う体制であることから、地場の職を保護しつつ堅実経営で知られる近江日野商人の手腕が買われて経営を委ねられるようになったといわれる。また、一説によれば、醸造業への参入は、質屋経営のはてに質物として預かった米の処理のためであったとも、酒造相手の質屋経営の堅実さから地元農民の信頼を得て米の倉庫保管を委託され、それを担保に農民にも資金提供をしたが返済されないことがあり、その米の処分から始めたともいわれている。しかし、年貢でもある米を原料とする酒造業を生業とできる者は数限られ、多額の資金に加えて一定の酒造株が必要になる。そこで、醸造業に転職した日野商人は、行商で一定の貯えを得てそれを元手に新しい店を始めたというより、まず造り酒屋に雇われて手法を習得し、酒蔵と酒造株を譲り受ける形で店を持っていった。
北関東では、江戸時代中期には日野出身で酒造業を営む商家が数十軒を数えるまでに勢力を広げた。21世紀まで継承されているのはそのうちの十数軒であるが、いずれも広大な敷地に酒蔵を有する商家で、創業以来、商家経営を目的に北関東に進出した日野商人の末裔とされ、北関東で江戸時代から続いている酒造家の大半は始祖が近江日野商人であるともいう。その1人として栃木県の真岡で宝暦5年（1755年）に創業した辻善兵衛家などが知られている。
1906年（明治39年）の「日野商人の営業種別出店数調査」では、日野から全国に出店していた総数252店舗のうち、3分の1が酒造業で、醤油醸造も加えれば全体の5分の3を占めており、その多くが埼玉県、栃木県、群馬県に集中していた。本宅を日野に置いての他国商いであり、そうした理由は、家業の隆盛が明確になるまでは家屋敷を処分しないでおく危険回避とみる研究者もいる。

### 日野からの転出
昭和時代中期になると、戦後の復興を経て経済発展期を迎え、当時の主要交通機関であった鉄道幹線から離れていた近江日野と北関東を往復するのは非効率とみて、多くの商家が本宅の機能を出店に移し、家族と共に転居した。富裕層が多かったので、戦後の農地改革での財産税等の支払いのため、土地や家屋の一部を処分する必要に迫られ、日野から転出せざるをえなかった酒造業者もいる。
一方、少年期から奉公して戦地からの復員後も同じ商家に雇用されていた従業員のなかには、定年退職まで日野の家族と離れた単身赴任生活を続ける者もいた。

## 先覚者

### 中井源左衛門家
創業者は日野町岡本町出身の中井源左衛門良祐（1716年～1805年）。
創業者の中井源左衛門良祐は、享保19年（1734年）より合薬販売の行商に精を出し、元文4年（1739年）には下野国（現在の栃木県）大田原に質屋を開き、屋号を近江屋源三郎と名のり、奥州の地から紅花や生糸を仕入れて、これを京阪地方で売った。これらの商業活動の中での業績として、品質良好な奥羽生糸を日野に導入しようとして、桑苗と蚕種とを郷里へ持ち帰り、これを日野とその周辺村落の農家に試植試育したことで、この事業が良好に進み日野蚕の名声は、近江全土及び近隣諸国に広がった。

### 山中兵右衛門家

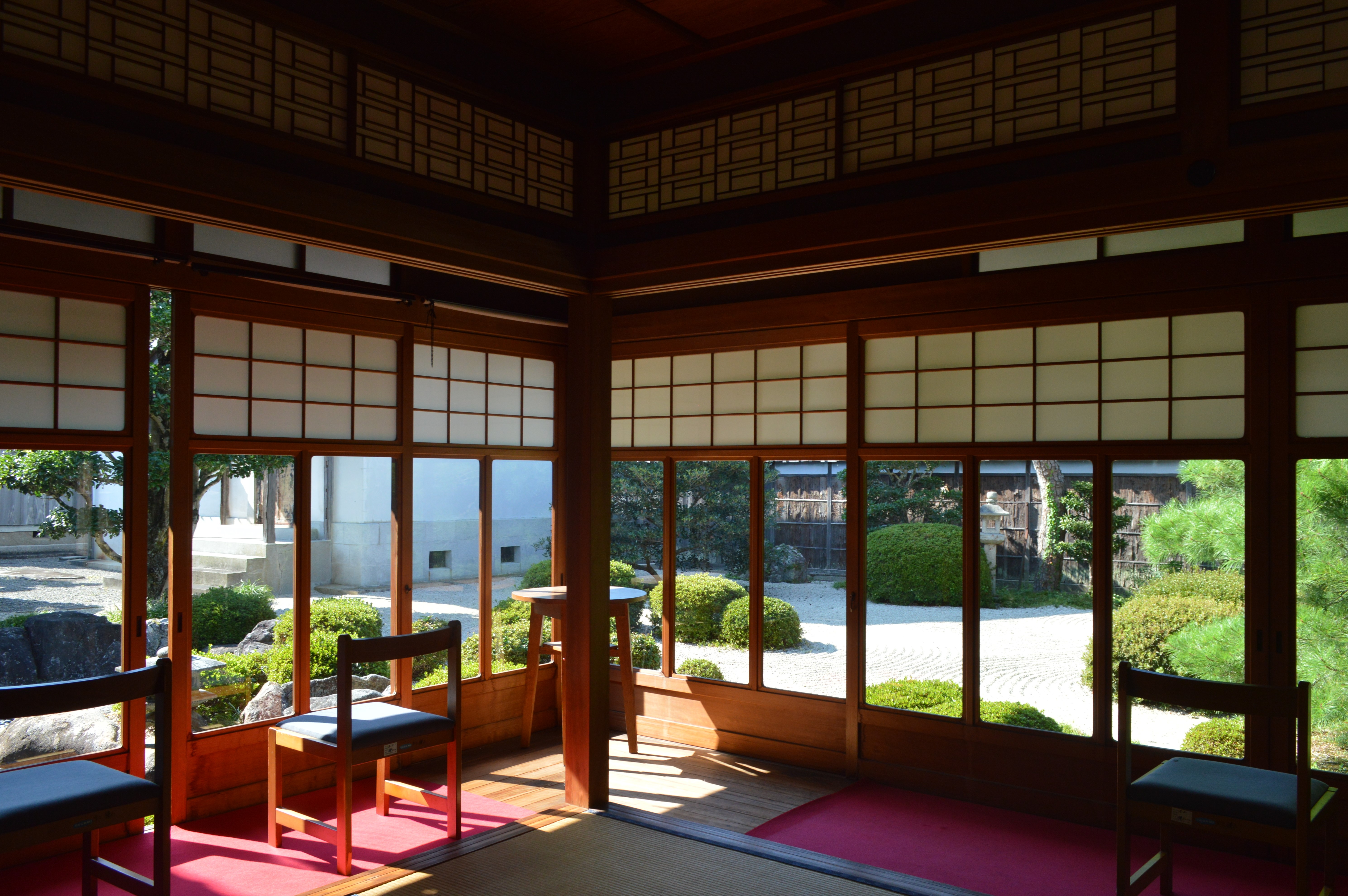
旧山中平右衛門家住宅

創業者は日野町仕出町出身の山中兵右衛門（1684年～1774年）。
山中家の先祖は、その源を探るとかなり古いが、江戸時代初期、日野町仕出町に山中太郎左衛門がいて、この人物が塗装師をしており、兵左衛門は、それまでの日野椀の塗師職から商道を志し、「日野椀ニ駄」と「路銀」を元手にして駿河国の東方、東海道沼津宿（現在の静岡県）を中心に行商した。こうして行商期間14年、勤倹力行して利益を積み上げ、享保3年（1718年）駿河国の御殿場に「日野屋」を創業し、今日では株式会社山中兵衛門商店に発展している。近江日野商人館は旧山中兵右衛門家住宅を活用した資料館である。

### 正野玄三家

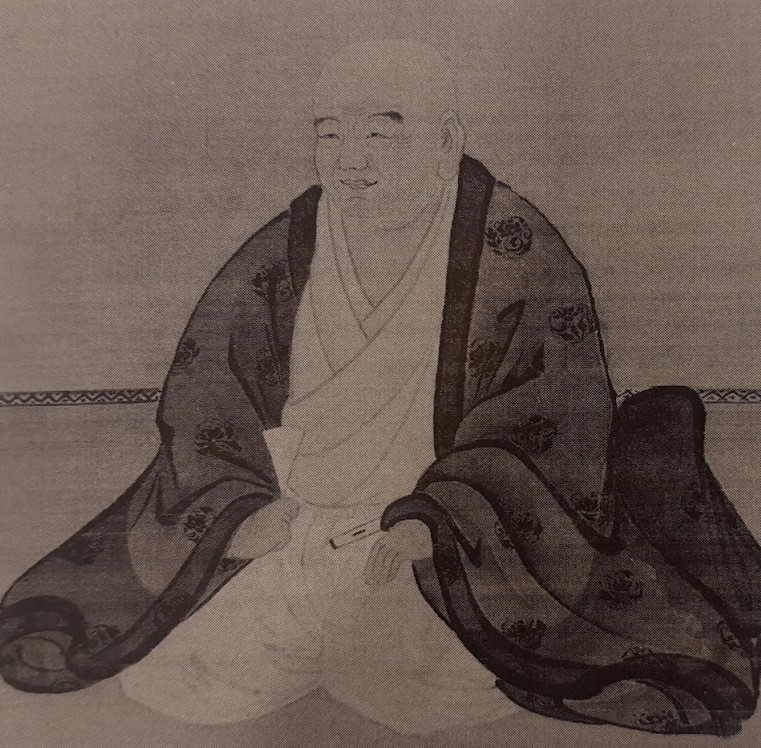
初代正野玄三

創業者は日野町村井出身の正野玄三法橋（初代正野玄三、1659年～1733年）。
正野玄三法橋は正野家の七代目であり、日野椀や茶を携えて東北や北陸を行商して財を成した。京都の医師である名古屋玄医に病気の母を診てもらったところ回復し、医師が患者の人命を救うことができることに感動したため、行商をやめて医師の道へ進んだ。人々の命を救うには安価で優れた良薬を広く販布することが大切であることから、医業のかたわら良薬の創製に力を注ぎ、正徳3年（1713年）、近江日野売薬である「萬病感應丸」（感応丸）と「神農感應丸」を創製し販売し、日野に製薬業という地場産業を生み出した。これらの合薬のすべてが日野商人または他の近江商人によって、全国各地へ販売されるようになった。

## 行商の旅路
近世初頭の日野商人の行商は、集団で隊列を組み、関東地域に出向くものが多くいた。江戸時代の初期に日野の行商人が使用したルートは俗に表街道と呼ばれる東海道ではなく、東山道（中山道）であった。この道は、近江国から美濃国・飛騨国・信濃国・上野国・下野国・武蔵国の諸国を抜けて東北に抜けるルートで、その道程は平坦とはいえず、急峻な山を越える苦労が多い。しかし東海道が時に大井川の川止めにより日数を無駄にする不可抗力が起こりえるのに比べれば、道が険しくとも確実に踏破でき、関所が少なく、移動に要する日数を把握できる山道を選んだ。この当時の日野商人は、日野椀など漆製品や売薬を扱う行商人で、人の足で運べる範囲の荷を扱っていたことも、悪路を選べた理由でもある。

## 近江日野商人の暮らし

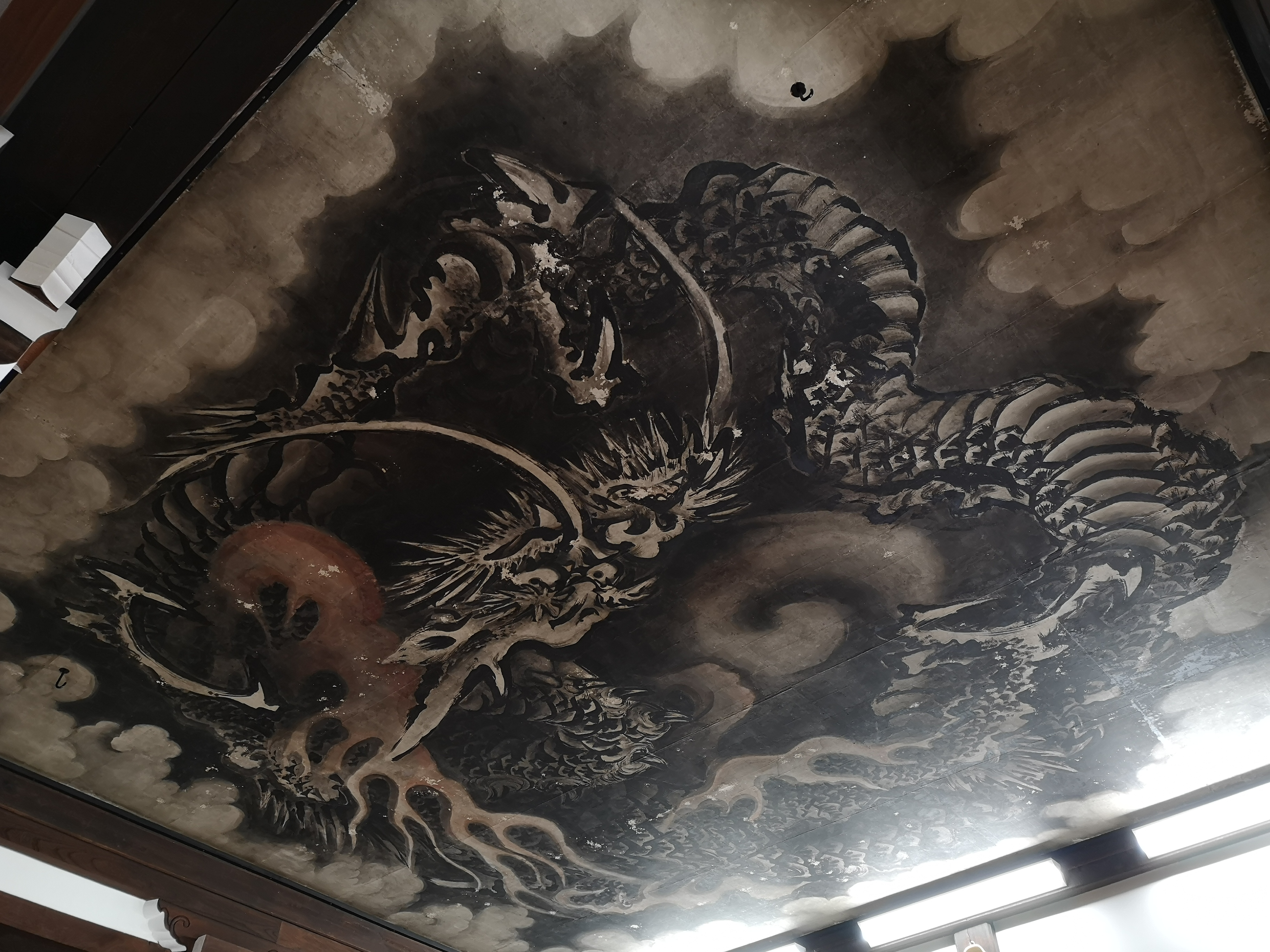
商人から絵師に転じた高田敬輔による「雲竜図」（信楽院）

### 日野商人のこころ
日野商人は長年の他国商いで培った体験や教訓から、出店先において、自分たちが「よそ者」であることを身をもって実感していた。そのため、自分の立場をわきまえて誠実に商い、商売人として周りの人たちに信頼されるような行動をとらなければ成功はないという考え方が家訓や店則を通して受け継がれていった。
また、日野商人は「陰徳善事」の精神に基づき、出店先や本宅のある日野などにかかわりの深い社会に対して、商売で得た利益を積極的に還元していた。日野商人の行った社会貢献はさまざまで、飢饉や凶作、火事などの災害時には、金銭はもちろんのこと、米や生活用品なども提供したとされる。他にも地域にある寺社に対して造営費や修繕費を寄進するなど、多くの社会貢献を重ねた結果、日野商人たちは人々の信頼を勝ち取り、商いをより発展させていった。

### 日野商人のたしなみ
日野商人は商いのかたわら、さまざまな文芸活動に取り組み、新たな文化や学問を日野へともたらすきっかけとなった。日野商人が行った文芸活動は、国学・儒学や心学といった学問から、俳諧・狂歌・和歌などの詩歌、能・歌舞伎・浄瑠璃などの演芸、茶の湯、生け花など多岐にわたっている。俳諧では、日野の仲間内だけでなく湖東地方をはじめとする近江国の俳人や、他国の人たちと句を詠みあうなど広い範囲で交流が行われていたとされる。また財力があり、文化に理解のある日野商人のもとには、画家・蘭学者として有名な司馬江漢や幕末の平安四名家の一人塩川文鱗など多くの文化人が訪れた。

## 日野商人の流れを汲む現代の企業

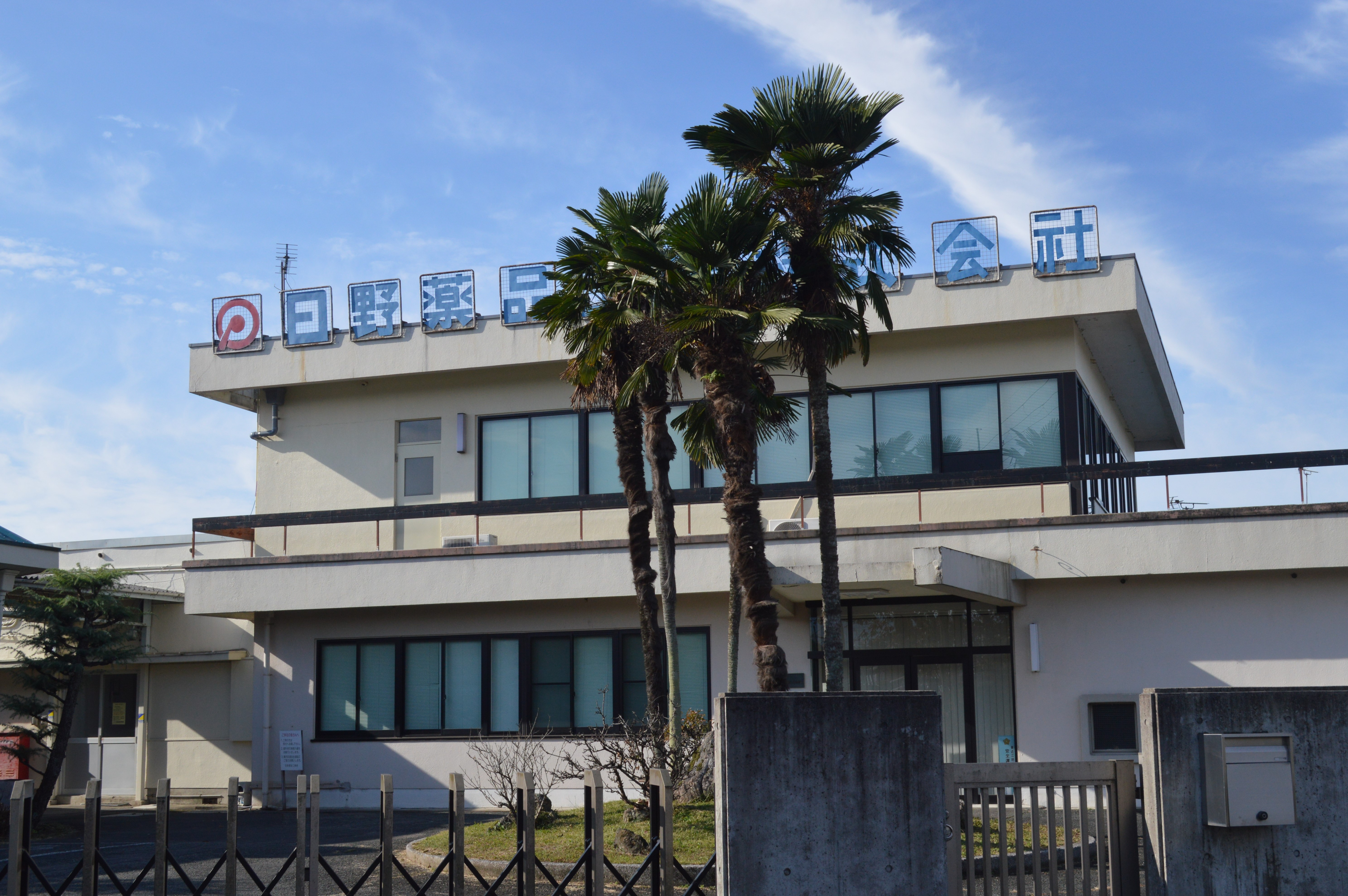
日野薬品工業

- 日野薬品工業 - 日野町の製薬会社。太平洋戦争中の企業整備令によって日野町にあった製薬業者が合併して設立された[37]。母体の一つには第八代正野玄三が中心となった江州日野製剤がある。
- 武田薬品工業 - 大阪府と東京都に本社を置く製薬会社。日野発祥の薬種仲買商、近江屋喜助からのれん分けで創業。
- 藤崎 - 宮城県仙台市の百貨店。仙台で「日野屋新三郎」の屋号を用いていた藤﨑治右衛門が創業[38]。
- 矢尾百貨店 - 埼玉県秩父市の百貨店。日野商人の矢尾喜兵衛が寛延2年（1749年）に開いた酒蔵の升屋利兵衛がルーツ[39]。
- 富士高砂酒造 - 静岡県富士宮市の酒蔵。文政年間（1818年～1830年）、日野商人の山中正吉によって山中正吉商店として創業[40]。
- 遠州山中酒造 - 静岡県掛川市の酒蔵。山中正吉商店から独立。
- 村井醸造 - 茨城県桜川市の酒蔵。延宝年間（1673年～1680年）に村井重助によって創業[41]。日野商人における関東出店の最も古い記録とされる[41]。
- 竹村酒造店 - 茨城県常総市の酒蔵。日野商人の竹村茂兵衛が創業[42]。
- 西岡本店 - 茨城県桜川市の酒蔵。天明年間に日野商人によって創業[42]。
- 来福酒造 - 茨城県桜川市の酒蔵。日野商人によって創業[42]。
- 高井 - 群馬県藤岡市の酒蔵。日野商人の高井作右衛門により「十一屋」の屋号で創業。